# Hyrkanmes
Hyrkanmes (Poecile hyrcanus) är en fågel i familjen mesar inom ordningen tättingar. Den förekommer endast i berglövskogar i norra Iran och närliggande Azerbajdzjan. Fram tills nyligen behandlades den som underart till balkanmesen, men urskiljer sig både genom utseenden, läten och genetiskt, där den snarare är närmare släkt med exempelvis talltita och entita. Trots det begränsade utbredningsområdet anses den inte vara hotad.

## Utseende och läte
Hyrkanmesen är en 12,5 centimeter lång mes, i mönstret lik övriga titor. Denna art har mörkbrun hjässa och haklapp samt brun under- och ovansida, skärbeige i fräsch dräkt men blekare och gråare i mer sliten. Den är mycket lik balkanmesen som den tidigare behandlades som underart till (se nedan), men denna har svart hjässa som inte sträcker sig lika långt ner på manteln, tydligare avgränsad haklapp och längre stjärt. Hyrkanmesen är rätt tystlåten, men avger ett tunt zsit eller ett nasalt chev chev.

## Utbredning och systematik
Arten förekommer i norra Iran (Elburzbergen) och närliggande Azerbajdzjan. Tidigare betraktades den utgöra en underart av balkanmes (P. lugubris). Genetiska studier visar dock att den är närmare släkt med talltita (P. montanus), entita (P. palustris) och östasiatiska sikangtitan (P. hypermelaenus) än balkanmesen. Numera urskiljs den därför vanligen som egen art. Den behandlas som monotypisk, det vill säga att den inte delas in i några underarter.

## Levnadssätt
Hyrkanmesen förekommer i berglövskogar. Den hackar ut sitt eget bo, (likt talltita men olikt balkanmesen) oftast i en rutten stubbe eller ruttet träd. De flesta bon fodras med päls, hår och träflisor, men fjädrar kan också användas. Den lägger fem till sju ägg som är vita och svagt rödfläckiga. Arten lever av fjärilslarver, andra insekter och frön.

## Status och hot
Artens population har inte uppskattats och dess populationstrend är okänd. Internationella naturvårdsunionen IUCN anser dock inte att den är hotad och placerar den därför i kategorin livskraftig.

## Namn
Fågelns svenska och vetenskapliga artnamn syftar på det forntida landskapet Hyrkanien som omfattade ungefär samma område där hyrkanmesen förekommer idag.